# Cetonurus
Cetonurus är ett släkte av fiskar. Cetonurus ingår i familjen skolästfiskar.
Kladogram enligt Catalogue of Life:
| Cetonurus | \| \| Cetonurus crassiceps \| \| \| \| \| \| Cetonurus globiceps \| \| \| \| |
|           | \| \| Cetonurus crassiceps \| \| \| \| \| \| Cetonurus globiceps \| \| \| \| |
|           | Cetonurus crassiceps                                                         |
|           |                                                                              |
|           | Cetonurus globiceps                                                          |
|           |                                                                              |